# Provincia di Madre de Dios
La provincia di Madre de Dios è una delle 5 province del dipartimento di Pando nella Bolivia settentrionale. Il capoluogo è la città di Puerto Gonzalo Moreno.
Al censimento del 2001 possedeva una popolazione di 9.521 abitanti.

## Geografia antropica

### Suddivisioni amministrative
La provincia è suddivisa in 3 comuni:
- Puerto Gonzalo Moreno
- San Lorenzo
- Sena